# Колин Слејд
Колин Слејд (енгл. Colin Slade; 10. октобар 1987) професионални је рагбиста и репрезентативац Новог Зеланда, који тренутно игра за најтрофејнији рагби тим на свету - Крусејдерсе. Висок 183 цм, тежак 90 кг, Слејд је у ИТМ Купу играо за Кантербери. У најјачој лиги на свету одиграо је за Хајлендерсе 21 меч и постигао 182 поена, а за Крусејдерсе је до сада одиграо 57 меччева и постигао 348 поена. Прошао је све млађе категорије репрезентације Новог Зеланда, а за "ол блексе" је дебитовао 2010. против Валабиса. Био је важан шраф у машинерији која је освојила титулу шампиона света 2011. За "ол блексе" је до сада одиграо 21 тест меч и постигао 78 поен.